# UEFA Europsko futsalsko prvenstvo do 19 godina – Latvija 2019.
UEFA Europsko prvenstvo u futsalu do 19 godina - Latvija 2019. bila je prva završnica prvog ovakvog natjecanja, dvogodišnjeg europskog prvenstva u futsalu za mlade koje je UEFA organizirala za muške reprezentacije do 19 godina. Turnir je održan u Arēni Rīga u Rigi u Latviji između 8. i 14. rujna 2019.
Ukupno je osam momčadi igralo na završnom turniru, a mogli su sudjelovati igrači rođeni 1. siječnja 2000. ili kasnije. Španjolska je osvojila naslov i postala prvi europski prvak u futsalu do 19 godina, a Hrvatska prvi europski doprvak.

## Odabir domaćina
Uvjeti za kandidaturu bili su dostupni 13. travnja 2018. Ukupno sedam zemalja izrazilo je interes za domaćinstvo turnira:
- Hrvatska
- Gruzija
- Mađarska
- Latvija
- Portugal
- Rusija
- Ukrajina

Samo su Gruzija i Latvija predale dosje za kandidaturu do roka do 25. srpnja. Izvršnim odborom Uefe imenovao Latviju za domaćine 27. rujna 2018.

## Kvalifikacije
Ukupno je 35 zemalja članica Uefe sudjelovalo u natjecanju, a s domaćim Latvijom koje su se automatski kvalificirale, ostale 34 momčadi natjecale su se u kvalifikacijskom natjecanju kako bi odredile preostalih sedam mjesta na završnom turniru. Kvalifikacijsko natjecanje sastojalo se od dva kruga:
- Preliminarni krug : Osam najniže rangiranih ekipa izvučeno je u dvije skupine od po četiri momčadi. Svaka se grupa igrala u jednom krugu u jednom od unaprijed odabranih domaćina. Dvoje pobjednika skupina plasirali su se u glavni krug.
- Glavni krug : 28 momčadi (26 najbolje rangiranih momčadi i dvije kvalifikacije u pretkolu) izvučeno je u sedam skupina od po četiri ekipe. Svaka se grupa igrala u jednom krugu u jednom od unaprijed odabranih domaćina. Sedam pobjednika skupina plasiralo se na završni turnir.

Izvlačenje kvalifikacija održano je 1. studenog 2018. Preliminarni krug održan je između 21. i 26. siječnja 2019., a glavni krug održan je između 26. i 31. ožujka 2019.

### Kvalificirane momčadi
Sljedeće ekipe su se plasirale na završni turnir.
| Reprezentacija | Način kvalifikacije  |
| -------------- | -------------------- |
| Latvija        | Domaćin              |
| Poljska        | Pobjednici skupine 1 |
| Nizozemska     | Pobjednici skupine 2 |
| Portugal       | Pobjednici skupine 3 |
| Ukrajina       | Pobjednici skupine 4 |
| Španjolska     | Pobjednici skupine 5 |
| Rusija         | Pobjednici skupine 6 |
| Hrvatska       | Pobjednici skupine 7 |

### Završno izvlačenje
Završno izvlačenje održano je 7. lipnja 2019. na stadionu Daugava u Rigi u Latviji. Osam ekipa izvučeno je u dvije skupine od po četiri ekipe. Na temelju odluke Uefinog hitni odbor, Rusija i Ukrajina nisu mogle biti izvučene u istu skupinu.

## Momčadi
Svaka reprezentacija morala je prijaviti momčad od 14 igrača, od kojih su dvojica morali biti vratari.

## Grupna faza
Konačni raspored turnira objavljen je 25. lipnja 2019.
Pobjednici skupina i drugoplasirani prolaze u polufinale.
Određivanje poretka
U grupnoj fazi momčadi se rangiraju prema bodovima (3 boda za pobjedu, 1 bod za neriješeno, 0 bodova za poraz), a ako su bodovno izjednačene, slijede se sljedeći kriteriji za određivanje poretka, prema zadanom redoslijedu (članci propisa 18.01 i 18.02):
1. Bodovi u međusobnim utakmicama između izjednačenih momčadi;
2. Razlika u golovima u međusobnim utakmicama između izjednačenih momčadi;
3. Golovi postignuti u međusobnim utakmicama između izjednačenih momčadi;
4. Ako je više od dvije momčadi izjednačeno i nakon primjene svih gore navedenih kriterija, podskup timova je i dalje izjednačen, svi gore navedeni kriteriji ponovno se primjenjuju isključivo na ovaj podskup timova;
5. Razlika u golovima u svim utakmicama skupine;
6. Golovi postignuti u svim utakmicama skupine;
7. Izvođenje sedmeraca ako samo dvije momčadi imaju isti broj bodova, a sastale su se u zadnjem kolu skupine i izjednačene su nakon primjene svih gornjih kriterija (ne koristi se ako više od dvije momčadi imaju isti broj bodova ili ako njihov poredak nije relevantan za kvalifikaciju za sljedeću fazu);
8. Disciplinski bodovi (crveni karton = 3 boda, žuti karton = 1 bod, isključenje za dva žuta kartona u jednoj utakmici = 3 boda);
9. UEFA-in koeficijent za izvlačenje kvalifikacijskog kruga;
10. Ždrijeb.

### Skupina A
| #  | Momčad   | U | P | N | I | G+ | G- | G+/- | Bod. | Nastavak natjecanja |
| -- | -------- | - | - | - | - | -- | -- | ---- | ---- | ------------------- |
| 1. | Portugal | 3 | 3 | 0 | 0 | 13 | 2  | +11  | 9    | Polufinale          |
| 2. | Poljska  | 3 | 2 | 0 | 1 | 7  | 6  | +1   | 6    | Polufinale          |
| 3. | Rusija   | 3 | 1 | 0 | 2 | 8  | 8  | 0    | 3    |                     |
| 4. | Latvija  | 3 | 0 | 0 | 3 | 2  | 14 | -12  | 0    |                     |

| 8. rujna 2019. 17:30 |           |        |                                                                                      |
| Poljska              | 3:2       | Rusija | Arena Riga, Riga Broj gledatelja: 475 Sudac: Admir Zahović (SVN), Vedern Babić (CRO) |
|                      | Izvještaj |        | Arena Riga, Riga Broj gledatelja: 475 Sudac: Admir Zahović (SVN), Vedern Babić (CRO) |

| 8. rujna 2019. 20:00 |           |          |                                                                                            |
| Latvija              | 0:6       | Portugal | Arena Riga, Riga Broj gledatelja: 1150 Sudac: Juan José Cordero (ESP), Chiara Perona (ITA) |
|                      | Izvještaj |          | Arena Riga, Riga Broj gledatelja: 1150 Sudac: Juan José Cordero (ESP), Chiara Perona (ITA) |

| 9. rujna 2019. 17:30 |           |         |                                                                                           |
| Rusija               | 5:1       | Latvija | Arena Riga, Riga Broj gledatelja: 650 Sudac: Grigori Ošomkov (EST), Daniel Matkovic (SUI) |
|                      | Izvještaj |         | Arena Riga, Riga Broj gledatelja: 650 Sudac: Grigori Ošomkov (EST), Daniel Matkovic (SUI) |

| 9. rujna 2019. 20:00 |           |          | |
| Poljska              | 1:3       | Portugal | Arena Riga, Riga Broj gledatelja: 262 Sudac: Yaroslav Vovchok (Ukraine), Michael Christofides (Cyprus) |
|                      | Izvještaj |          | Arena Riga, Riga Broj gledatelja: 262 Sudac: Yaroslav Vovchok (Ukraine), Michael Christofides (Cyprus) |

| 11. rujna 2019. 12:30 |           |        |                                                                                           |
| Portugal              | 4:1       | Rusija | Arena Riga, Riga Broj gledatelja: 250 Sudac: Vedran Babić (CRO), Juan JosĂ© Cordero (ESP) |
|                       | Izvještaj |        | Arena Riga, Riga Broj gledatelja: 250 Sudac: Vedran Babić (CRO), Juan JosĂ© Cordero (ESP) |

| 11. rujna 2019. 20:00 |           |         |                                                                                          |
| Latvija               | 1:3       | Poljska | Arena Riga, Riga Broj gledatelja: 710 Sudac: Chiara Perona (ITA), Yaroslav Vovchok (UKR) |
|                       | Izvještaj |         | Arena Riga, Riga Broj gledatelja: 710 Sudac: Chiara Perona (ITA), Yaroslav Vovchok (UKR) |

### Skupina B
| #  | Momčad     | U | P | N | I | G+ | G- | G+/- | Bod. | Nastavak natjecanja |
| -- | ---------- | - | - | - | - | -- | -- | ---- | ---- | ------------------- |
| 1. | Španjolska | 3 | 3 | 0 | 0 | 15 | 1  | +14  | 9    | Polufinale          |
| 2. | Hrvatska   | 3 | 2 | 0 | 1 | 9  | 4  | +5   | 6    | Polufinale          |
| 3. | Ukrajina   | 3 | 1 | 0 | 2 | 9  | 10 | -1   | 3    |                     |
| 4. | Nizozemska | 3 | 0 | 0 | 3 | 0  | 18 | -18  | 0    |                     |

| 8. rujna 2019. 12:30 |           |            |                                                                                               |
| Ukrajina             | 7:0       | Nizozemska | Arena Riga, Riga Broj gledatelja: 250 Sudac: Ingus Puriņš (LAT), Cristiano José Cardoso (POR) |
|                      | Izvještaj |            | Arena Riga, Riga Broj gledatelja: 250 Sudac: Ingus Puriņš (LAT), Cristiano José Cardoso (POR) |

| 8. rujna 2019. 15:00 |           |            |                                                                                         |
| Hrvatska             | 0:3       | Španjolska | Arena Riga, Riga Broj gledatelja: 450 Sudac: Jan Kresta (CZE), Marjan Mladenovski (MKD) |
|                      | Izvještaj |            | Arena Riga, Riga Broj gledatelja: 450 Sudac: Jan Kresta (CZE), Marjan Mladenovski (MKD) |

| 9. rujna 2019. 12:30 |           |          |                                                                                               |
| Nizozemska           | 0:6       | Hrvatska | Arena Riga, Riga Broj gledatelja: 120 Sudac: Irina Velikanova (RUS), Fatma Özlem Tursun (TUR) |
|                      | Izvještaj |          | Arena Riga, Riga Broj gledatelja: 120 Sudac: Irina Velikanova (RUS), Fatma Özlem Tursun (TUR) |

| 9. rujna 2019. 15:00 |           |            |                                                                                           |
| Ukrajina             | 1:7       | Španjolska | Arena Riga, Riga Broj gledatelja: 295 Sudac: Borislav Kolev (BUL), Slawomir Steczko (POL) |
|                      | Izvještaj |            | Arena Riga, Riga Broj gledatelja: 295 Sudac: Borislav Kolev (BUL), Slawomir Steczko (POL) |

| 11. rujna 2019. 15:00 |           |          |                                                                                                |
| Hrvatska              | 3:1       | Ukrajina | Arena Riga, Riga Broj gledatelja: 200 Sudac: Cristiano José Cardoso (POR), Admir Zahovič (SVN) |
|                       | Izvještaj |          | Arena Riga, Riga Broj gledatelja: 200 Sudac: Cristiano José Cardoso (POR), Admir Zahovič (SVN) |

| 11. rujna 2019. 17:30 |           |            |                                                                                   |
| Španjolska            | 5:0       | Nizozemska | Arena Riga, Riga Broj gledatelja: 270 Sudac: Jan Kresta (CZE), Ingus Puriņš (LAT) |
|                       | Izvještaj |            | Arena Riga, Riga Broj gledatelja: 270 Sudac: Jan Kresta (CZE), Ingus Puriņš (LAT) |

## Završnica
|  | Polufinale       | Polufinale |   |  | Finale           | Finale |  |
|  |                  |            |   |  |                  |        |  |
|  | 12. rujna - Riga |            |   |  |                  |        |  |
|  | Portugal         | 2 (2)      |   |  |                  |        |  |
|  | Hrvatska         | 2 (3)      |   |  |                  |        |  |
|  |                  |            |   |  |                  |        |  |
|  |                  |            |   |  | 14. rujna - Riga |        |  |
|  |                  |            |   |  | Hrvatska         | 1      |  |
|  |                  | Španjolska | 6 |  |                  |        |  |
|  |                  |            |   |  |                  |        |  |
|  |                  |            |   |  |                  |        |  |
|  |                  |            |   |  |                  |        |  |
|  | 12. rujna - Riga |            |   |  |                  |        |  |
|  | Španjolska       | 3          |   |  |                  |        |  |
|  | Poljska          | 1          |   |  |                  |        |  |

### Polufinale
| 12. rujna 2019. 20:00                |                         |                                          |                                                                                        |
| Portugal                             | 2:2 (nakon produžetaka) | Hrvatska                                 | Arena Riga, Riga Broj gledatelja: 250 Sudac: Juan José Cordero (ESP), Jan Kresta (CZE) |
| Célio Coque 29:29' Nuno Chuva 43:02' | Izvještaj               | Josip Jurlina 38:58' Fran Vukelić 47:15' | Arena Riga, Riga Broj gledatelja: 250 Sudac: Juan José Cordero (ESP), Jan Kresta (CZE) |

|                                   |     | šesterci                                    |  |  |
| Tomás Paçó Célio Coque Hugo Neves | 3:4 | Jakov Mudronja Dominik Cvišić Josip Jurlina |  |  |
|                                   |     |                                             |  |  |

| 12. rujna 2019. 20:00                                                 |           |                       |                                                                                                 |
| Španjolska                                                            | 3:1       | Poljska               | Arena Riga, Riga Broj gledatelja: 625 Sudac: Cristiano José Cardoso (POR), Borislav Kolev (BUL) |
| Ricardo Mayor 13:35' Antonio Pérez 18:04 (pen)' Jesús Gordillo 23:51' | Izvještaj | Tomasz Palonek 11:04' | Arena Riga, Riga Broj gledatelja: 625 Sudac: Cristiano José Cardoso (POR), Borislav Kolev (BUL) |

### Finale
| 14. rujna 2019. 20:00 |           | |                                                                                          |
| Hrvatska              | 1:6       | Španjolska | Arena Riga, Riga Broj gledatelja: 2.138 Sudac: Ingus Puriņš (LAT), Grigori Ošomkov (EST) |
| Mateo Mužar 13:00'    | Izvještaj | Ricardo Mayor 5:20' Adrián Rodríguez 14:13' 23:53' Cristian Molina 18:26' Antonio Pérez 19:33 (aku.)' Bernat Povill 22:25' | Arena Riga, Riga Broj gledatelja: 2.138 Sudac: Ingus Puriņš (LAT), Grigori Ošomkov (EST) |

## Momčad turnira
Tehnički promatrači Uefe odabrali su sljedećih 14 igrača za momčad turnira:
- Krzysztof Iwanek (vratar)
- Antonio Navarro (vratar)
- Ricardo Mayor
- Tomás Paçó
- Alejandro Cerón
- Josip Jurlina
- Antonio Pérez
- Cristian Molina
- Bernat Povill
- Fran Vukelić
- David Peña
- Jesús Gordillo
- Adrián Rodríguez
- Hugo Neves

## Vanjske poveznice
- Službena stranica
- UEFA-in malonogometni EURO 2019, UEFA.com